# Michael Hirst
Michael Hirst (Bradford, 21 de setembro de 1952), é um produtor e roteirista inglês mais conhecido pelos seus filmes Elizabeth de 1998, e Elizabeth: The Golden Age, de 2007.
Hirst escreveu e produziu de 2007 a 2010 a série dramática The Tudors, e desde 2013, produz a série épico-dramática Vikings, do canal History.